# Caleidoscop (revistă)
Caleidoscop a fost o revistă care a apărut la Cluj în perioada 1934–1936.
Din corpul redacției, așa cum reiese din numerele 3–4/1935 făceau parte Nistor I. Petre și Ioan Olteanu, avându-i drept colaboratori pe Emil Isac, Octavian Șireagu, Ioan Th. Ilea, George Sbârcea, Mihail Vranca, Eugen Barbu, Raoul Șorban (cu articolul Discurs despre Epistein), Romulus Dianu, Cincinat Pavelescu, Olga Caba ș.a.
Din articolul programatic, publicat abia în numărul 1/1936, aflăm ca revista își propune: „vom trezi provincia din hipnoza politicianistă, o vom readuce la viata sufletească, la cultul frumosului”. 
Revista cuprinde articole sociale, poeme, interviuri (cu Emil Isac), numeroase fotografii și caricaturi (a lui Ioan Th. Ilea realizată de către Catul Bogdan), precum și recenzii la cartea lui Onisifor Ghibu, Doi uzurpadori ai drepturilor regelui României și ai Universității din Cluj, realizată de Nistor I. Petre, a lui Eugen Jebeleanu, Inimi sub săbii, a lui Zaharia Stancu, Antologia poeților tineri, precum și a lui Dragoș Vrânceanu, Cloșca cu puii de aur.